# Султан ибн Салман Аль Сауд
Султа́н ибн Салма́н ибн Абду́л-Ази́з А́ль Сау́д (араб. سلطان بن سلمان بن عبد العزيز آل سعود‎; род. 27 июня 1956, Эр-Рияд, Саудовская Аравия) — саудовский военный лётчик, астронавт, общественный и политический деятель. Второй сын короля Салмана ибн Абдул-Азиза Аль Сауда от своей жены Султаны бинт Турки ас-Судайри. Первый представитель арабского мира, подданный Саудовской Аравии и член королевского дома, побывавший в космосе.

## Биография

### Происхождение
Родился 27 июня 1956 года в Эр-Рияде. Второй по старшинству сын короля Салмана от его первой жены Султаны бинт Турки ас-Судайри, она умерла в июле 2011 года. У него 4 родных брата: Фахд (1955—2001), Ахмед (1958—2002), Абдул-Азиз (род. 1960) и Фейсал (род. 1970) и младшая сестра Хасса (род. 1974).

### Образование
Султан окончил среднюю школу в Эр-Рияде. Затем получил степень магистра в области социальных и политических наук в Сиракузском университете в 1999 году и степень бакалавра в области массовых коммуникаций в Университете Денвера.

### Карьера
В 1982 году назначен исследователем в отделе международных отношений Министерства информации Саудовской Аравии. Занимался вопросами использования искусственных спутников для поступления информации с них в Саудовскую Аравию и из неё.
В 1984 году был заместителем руководителя саудовской делегации на Олимпиаде в Лос-Анджелесе. В том же году был назначен исполнительным директором созданного в Министерстве информации Саудовской Аравии отдела рекламы.
Занимался вопросами развития коммерческого телевизионного вещания в Саудовской Аравии.
В 1985 году совершил полет в космос.
В 1989 году (а затем в 1992 году) был избран председателем правления саудовской благотворительной ассоциации детей-инвалидов, возглавлял Совет попечителей социально-исследовательского Центра эмира Салмана по проблемам инвалидов.
В 1991 году избран почётным председателем Саудовского Компьютерного общества. В 1993 году избран почётным председателем Ассоциации аль-Умран, сообщества специалистов архитектуры и жилищного строительства. В апреле 2000 года возглавил вновь созданное министерство (Высшую комиссию) по делам туризма.

### Космическая карьера и полёт

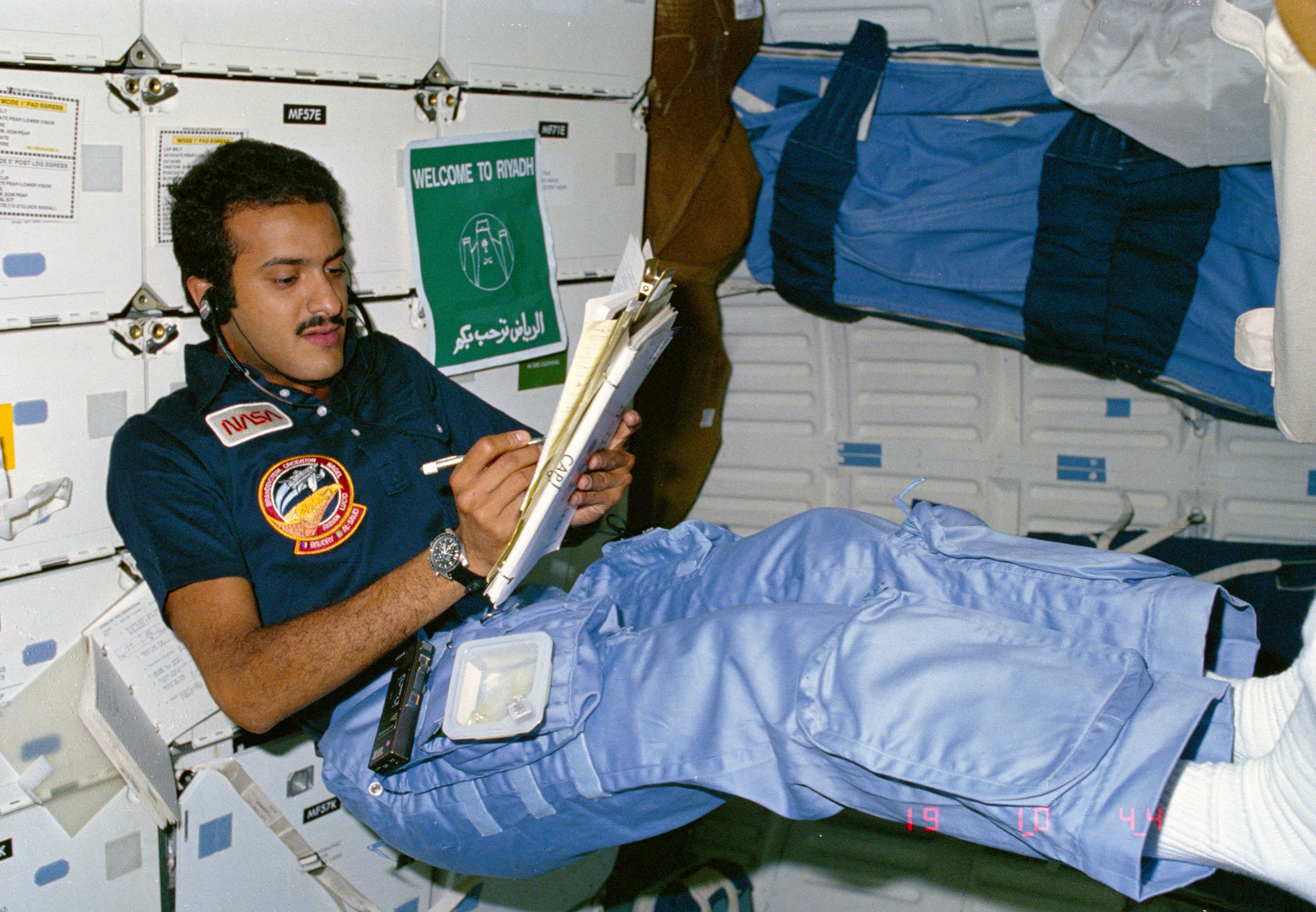
Принц Султан ведёт записи в журнале STS-51G

С 17 по 26 июня 1985 года участвовал в космическом полёте космического корабля «Дискавери» по программе миссии STS-51G в качестве специалиста по полезной нагрузке. Он представлял арабскую космическую организацию Arabsat и отвечал за запуск спутника Arabsat-1B. Продолжительность полёта составляла 7 суток 1 час 38 минут 52 секунды. До полета Абдул Ахада Моманда был самым молодым (по дате рождения) из слетавших в космос. В том же году получил звание подполковника ВВС и квалификацию пилота некоторых военных и гражданских самолётов.
Во время космического полёта Султан выполнял молитвы, сталкиваясь с трудностями, связанными с определением направления на Мекку и невозможностью полностью опуститься на колени в условиях невесомости. 
Основываясь на опыте полёта Султана, для малазийского космонавта Шейха Мусзафара Шукора была разработана специальная инструкция по определению направления на Мекку в условиях космического полёта. 
Статистика
| # | Стартовый корабль | Старт                 | Экспедиция | Корабль посадки   | Посадка               | Налёт                    | Выходы в открытый космос | Время в открытом космосе |
| - | ----------------- | --------------------- | ---------- | ----------------- | --------------------- | ------------------------ | ------------------------ | ------------------------ |
| 1 | Дискавери STS-51G | 17.06.1985, 11:33 UTC | STS-51G    | Дискавери STS-51G | 24.06.1985, 13:11 UTC | 07 суток 01 час 38 минут | 0                        | 0                        |

### Воинское звание
Полковник ВВС Саудовской Аравии в отставке.

### Лётная квалификация
Имеет сертификат пилота гражданской авиации США (1976), квалификацию лётчика реактивной авиации.

## Награды
Награды Саудовской Аравии
| Страна            | Дата | Награда                                               | Награда                                               | Литеры |
| ----------------- | ---- | ----------------------------------------------------- | ----------------------------------------------------- | ------ |
| Саудовская Аравия | 1985 | Кавалер ордена короля Абдель-Азиза ибн Сауда 1 класса | Кавалер ордена короля Абдель-Азиза ибн Сауда 1 класса |        |
| Саудовская Аравия | 1993 | Медаль Освобождения Кувейта                           | Медаль Освобождения Кувейта                           |        |

Иностранных государств:
| Страна   | Дата | Награда                                     | Награда                                     | Литеры |
| -------- | ---- | ------------------------------------------- | ------------------------------------------- | ------ |
| Бахрейн  | 1985 | Кавалер ордена Бахрейна 1 класса            | Кавалер ордена Бахрейна 1 класса            |        |
| Франция  | 1985 | Кавалер ордена Почётного легиона            | Кавалер ордена Почётного легиона            |        |
| Тунис    | 1985 | Кавалер Большой ленты ордена Независимости  | Кавалер Большой ленты ордена Независимости  |        |
| Пакистан | 1986 | Hilal-e-Imtiaz                              | Hilal-e-Imtiaz                              | HI     |
| Кувейт   | 1987 | Кавалер ордена Кувейта 1 класса             | Кавалер ордена Кувейта 1 класса             |        |
| Катар    | 1987 | Кавалер ордена Независимости                | Кавалер ордена Независимости                |        |
| Марокко  | 1987 | Гранд-офицер ордена Трона                   | Гранд-офицер ордена Трона                   |        |
| Оман     | 1987 | Кавалер Большой ленты ордена Султана Кабуса | Кавалер Большой ленты ордена Султана Кабуса |        |
| Сирия    | 1987 | Кавалер ордена Военных заслуг 1 класса      | Кавалер ордена Военных заслуг 1 класса      |        |
| Кувейт   | 1993 | Медаль Освобождения                         | Медаль Освобождения                         |        |